# Craig Thomas (acteur)
Pour les articles homonymes, voir Thomas et Craig Thomas.
Ne doit pas être confondu avec Thomas Craig.
Craig Thomas est un acteur, scénariste et producteur américain, diplômé à l'université Wesleyenne en 1997, et cocréateur avec Carter Bays de la série How I Met Your Mother. 
Avec Carter Bays il est également membre du groupe de musique The Solids, qui a réalisé le thème de How I Met Your Mother. Il a été nommé pour sept Emmy Awards, notamment meilleure chanson originale pour "Nothing Suits Me Like a Suit".

## Filmographie

### Scénariste
- 2003 - 2004 : Oliver Beene
- 2005 - 2014 : How I Met Your Mother (co-créateur et producteur avec Carter Bays, et scénariste de nombreux épisodes)
- 2013 : The Goodwin Games
- 2005 - aujourd'hui : American Dad!

### Acteur
- 1995 : Les Frères Wayans, saison 2
- 1996 : Urgences, saison 3
- 1997 : New York Police Blues, saison 5
- 1998 : Charmed, saison 1
- 2006 : Le Frisson du crime de Richard Roy : invité du talk show
- 2007 : I'm Not There de Todd Haynes
- 2008 : Le Dernier Templier (mini-série) de Paolo Barzman : capitaine de police

### Talk Shows
- Il a fait partie de l'équipe de scénariste du Late Show with David Letterman pendant 5 ans.